# Julian Lennon
Julian Charles John «Jude» Lennon (Liverpool, 8 de abril de 1963) es un músico británico. Es el hijo primogénito de John Lennon, miembro de The Beatles, y el único vástago del matrimonio entre este y Cynthia Lennon. Es medio hermano por parte de padre de Sean Lennon. Su nombre es un homenaje a su difunta abuela, Julia. El gerente de The Beatles, Brian Epstein, era su padrino.
Epstein sugirió a John ocultar el matrimonio y la paternidad por un tiempo, para no afectar la popularidad del grupo. Fue así como Julian vivió alejado de los medios y de la publicidad de la Beatlemanía. A raíz de ello, Julian vivió su infancia con un padre ausente, por lo que solía mostrarse frío al hablar de este y sentía enemistad con Yoko Ono. Al morir su padre, decidió abandonar esa enemistad y desde entonces mantiene una relación cordial con Ono y se lleva muy bien con Sean, a quien adora: «I just love Sean, and I didn't want to hurt him...» (en español: «Amo a mi hermano Sean y jamás querría lastimarlo»).
Julian inspiró ciertas composiciones musicales de The Beatles, como la conocida canción de su padre «Lucy in the Sky with Diamonds», a partir de un dibujo que él había hecho. John escribió también «Good Night» como una canción de cuna para Julian, cantada por Ringo Starr. Asimismo, inspiró a Paul McCartney en la canción «Hey Jude» para consolarlo por el divorcio de sus padres, causado por el romance de Lennon con Yoko Ono. En la emisión de American Top 40 the 80's del 9 de febrero de 1985, Casey Kasem mencionó que Cynthia Powell quedó embarazada en julio de 1962 y junto con John decidieron mantener en secreto el nacimiento de Julian.
El debut musical de Julian fue a temprana edad, a los 11 años, tocando la batería en la canción «Ya-Ya», del álbum Walls and Bridges de John Lennon. Su carrera artística se hizo popular con el debut de su disco Valotte y con la canción «Too Late for Goodbyes» en 1984. Luego del gran éxito, hubo tiempos de ventas bajas y Julian recurrió al alcohol y las drogas.
Su voz, aspecto y estilo musical son muy similares a los de John Lennon.
Julian Lennon es también el productor del documental WhaleDreamers, que trata acerca de una tribu aborigen de Australia y de su relación especial con las ballenas. Este documental también trata acerca de muchos asuntos del medio ambiente. Esta película ha recibido muchos premios y fue presentada en la Fiesta Cinematográfica de Cannes 2007.

## Biografía
Julian Lennon nació el 8 de abril de 1963 en el Hospital General de Sefton en Liverpool, de John Lennon y Cynthia Lennon. Le pusieron el nombre por su abuela paterna, Julia Lennon, quien murió 5 años antes de su nacimiento. El gerente de The Beatles, Brian Epstein, era su padrino. Lennon se educó en Ruthin School, un internado en la ciudad de Ruthin en Denbighshire en Gales del Norte. 
Lennon inspiró una de las canciones más famosas de su padre, «Lucy in the Sky with Diamonds», cuyas letras describen una imagen que el niño había dibujado, una pintura de acuarela de su amiga, Lucy O'Donnell, de guardería, rodeada de estrellas. Otra composición de su padre inspirada en él fue la canción de cuna «Good Night», la canción de cierre del álbum The Beatles. En 1967, a la edad de cuatro años, asistió al set de la película de los Beatles Magical Mystery Tour.
Cuando Julian tenía cinco años en 1968, sus padres se divorciaron después de la infidelidad de su padre con la artista japonesa Yoko Ono. John Lennon se casó con Ono el 20 de marzo de 1969, de esa unión Julian tiene un medio-hermano, Sean Lennon.
Paul McCartney escribió «Hey Jude» para consolarlo por el divorcio; originalmente llamado «Hey Jules», McCartney cambió el nombre porque pensó que "Jude" era un nombre más fácil de cantar. Después del divorcio de sus padres, Julian casi no tuvo contacto con su padre hasta principios de la década de 1970 cuando, a petición de la novia de su padre, May Pang (Yoko Ono y Lennon se habían separado temporalmente), comenzó a visitar a su padre regularmente. John Lennon le compró una guitarra Gibson Les Paul y una caja de ritmos para la Navidad de 1973, y alentó su interés por la música mostrándole algunos acordes.

## Relación con su padre
Tras el  asesinato de su padre el 8 de diciembre de 1980, Julian Lennon expresó enojo y resentimiento hacia él, diciendo: 
 Nunca he querido saber la verdad sobre cómo papá estaba conmigo. Se hablaron cosas muy negativas sobre mí ... como cuando dijo que salía de una botella de whisky un sábado por la noche. Cosas así. Piensas, ¿dónde está el amor en eso? Paul y yo solíamos pasar un rato ... más de lo que papá y yo hicimos. Teníamos una gran amistad y parece que hay muchas más fotos mías y de Paul jugando juntos a esa edad que fotos mías y de mi papá. 
Julian Lennon se irritaba al escuchar que la postura de paz y amor de su padre se celebraba perpetuamente. Le dijo al 'Daily Telegraph', "Tengo que decir que, desde mi punto de vista, me sentí hipócrita", dijo, "Papá podía hablar de paz y amor en voz alta al mundo, pero nunca podía mostrárselo a las personas que supuestamente significaban más para él: su esposa y su hijo. ¿Cómo se puede hablar de paz y amor y tener una familia en pedazos, sin comunicación, en adulterio, y divorcio? No puede hacerlo, no si eres sincero y honesto contigo mismo."
Julian Lennon fue excluido del testamento de su padre. Sin embargo, su padre creó un fideicomiso de £ 100,000 para ser compartido entre Julian y su medio hermano, Sean. Julian demandó al patrimonio de su padre y en 1996 llegó a un acuerdo de liquidación por valor de £ 20 millones.

En 2009, los sentimientos de Julian Lennon hacia su padre se habían suavizado considerablemente. Recordando su renovado contacto con su padre a mediados de la década de 1970, dijo: 
 Papá y yo nos llevábamos mucho mejor en ese entonces. Nos divertimos mucho, nos reímos mucho y lo pasamos muy bien en general cuando estaba con May Pang. Mis recuerdos de ese momento con papá y May son muy claros: fueron los momentos más felices que puedo recordar con él.

## Vida personal
Julian ha sido citado por tener una relación razonablemente "cordial" con Ono, mientras se lleva muy bien con su hijo, su medio hermano Sean. Julian vio a Sean actuar en vivo por primera vez en París, el 12 de noviembre de 2006 en La Boule Noire y él y Sean pasaron un tiempo juntos en la gira de Sean en 2007.
Julian nunca se casó ni tuvo hijos, y reveló que su difícil relación con su famoso padre lo había desanimado a hacerlo. Dijo que, a diferencia de su padre, quería ser lo suficientemente maduro como para hacer frente a la paternidad. "Era joven y no sabía qué demonios estaba haciendo", dijo Lennon. "Esa es la razón por la que todavía no he tenido hijos. No quería hacer lo mismo. No, no estoy listo. Quiero saber quién soy primero ".
En conmemoración del 70 cumpleaños de John Lennon y como declaración de paz, Julian y su madre, Cynthia, presentaron el Monumento a la paz de John Lennon en su ciudad natal de Liverpool, el 9 de octubre de 2010.

## Discografía

### Álbumes de estudio
- Valotte (1984)
- The Secret Value of Daydreaming (1986)
- Mr. Jordan (1989)
- Help Yourself (1991)
- Photograph Smile (1998)
- Lennon... and Proud of It – A Conversation with Julian Lennon (1999)
- VH-1 - Behind the Music – The Julian Lennon Collection (2001)
- Everything Changes (2011)
- Jude (2022)

### Sencillos
| Año                               | Título                        | Álbum                                | Posiciones más altas en las listas | Posiciones más altas en las listas | Posiciones más altas en las listas | Posiciones más altas en las listas | Posiciones más altas en las listas | Posiciones más altas en las listas | Posiciones más altas en las listas | Posiciones más altas en las listas | Posiciones más altas en las listas |
| Año                               | Título                        | Álbum                                | US Hot 100                         | US Adult Contemporary              | US Mainstream Rock                 | US Modern Rock                     | UK                                 | AUS                                | NZ                                 | GER                                | SWE                                |
| --------------------------------- | ----------------------------- | ------------------------------------ | ---------------------------------- | ---------------------------------- | ---------------------------------- | ---------------------------------- | ---------------------------------- | ---------------------------------- | ---------------------------------- | ---------------------------------- | ---------------------------------- |
| 1984                              | "Valotte"                     | Valotte                              | 9                                  | 4                                  | 2                                  | –                                  | 55                                 | 75                                 | 10                                 | –                                  | –                                  |
| 1985                              | "Too Late For Goodbyes"       | Valotte                              | 5                                  | 1                                  | 11                                 | –                                  | 6                                  | 13                                 | 24                                 | 26                                 | 17                                 |
| 1985                              | "Say You're Wrong"            | Valotte                              | 21                                 | 6                                  | 3                                  | –                                  | 75                                 | 31                                 | –                                  | –                                  | –                                  |
| 1985                              | "Jesse"                       | Valotte                              | 54                                 | –                                  | 24                                 | –                                  | –                                  | –                                  | –                                  | –                                  | –                                  |
| 1985                              | "Because"                     | Dave Clark's Time Soundtrack         | –                                  | –                                  | –                                  | –                                  | 40                                 | 66                                 | –                                  | –                                  | –                                  |
| 1986                              | "Stick Around"                | The Secret Value Of Daydreaming      | 32                                 | –                                  | 1                                  | –                                  | 86                                 | 79                                 | –                                  | –                                  | –                                  |
| 1986                              | "Time Will Teach Us All"      | Dave Clark's Time Soundtrack         | –                                  | –                                  | –                                  | –                                  | –                                  | –                                  | –                                  | –                                  | –                                  |
| 1986                              | "This Is My Day"              | The Secret Value Of Daydreaming      | –                                  | –                                  | –                                  | –                                  | –                                  | –                                  | –                                  | –                                  | –                                  |
| 1986                              | "Want Your Body"              | The Secret Value Of Daydreaming      | –                                  | –                                  | –                                  | –                                  | –                                  | –                                  | –                                  | –                                  | –                                  |
| 1986                              | "Midnight Smoke"              | Mike Batt's The Hunting of the Snark | –                                  | –                                  | –                                  | –                                  | –                                  | –                                  | –                                  | –                                  | –                                  |
| 1989                              | "Now You're in Heaven"        | Mr. Jordan                           | 93                                 | –                                  | 1                                  | 27                                 | 59                                 | 5                                  | –                                  | –                                  | –                                  |
| 1989                              | "You're The One"              | Mr. Jordan                           | –                                  | –                                  | –                                  | –                                  | –                                  | –                                  | –                                  | –                                  | –                                  |
| 1989                              | "Mother Mary"                 | Mr. Jordan                           | –                                  | –                                  | –                                  | –                                  | –                                  | –                                  | –                                  | –                                  | –                                  |
| 1991                              | "Saltwater"                   | Help Yourself                        | –                                  | –                                  | –                                  | –                                  | 6                                  | 1                                  | –                                  | 58                                 | –                                  |
| 1991                              | "Help Yourself"               | Help Yourself                        | –                                  | –                                  | –                                  | –                                  | 53                                 | 30                                 | –                                  | 53                                 | –                                  |
| 1991                              | "Rebel King"                  | Help Yourself                        | –                                  | –                                  | –                                  | –                                  | –                                  | –                                  | –                                  | –                                  | –                                  |
| 1991                              | "Listen"                      | Help Yourself                        | –                                  | –                                  | 31                                 | –                                  | –                                  | –                                  | –                                  | –                                  | –                                  |
| 1992                              | "Get a Life"                  | Help Yourself                        | –                                  | –                                  | –                                  | –                                  | 56                                 | –                                  | –                                  | –                                  | –                                  |
| 1993                              | "Children Of The World"       | Coo – Soundtrack                     | –                                  | –                                  | –                                  | –                                  | –                                  | –                                  | –                                  | –                                  | –                                  |
| 1995                              | "Cole's Song"                 | Mr. Holland's Opus – Soundtrack      | –                                  | –                                  | –                                  | –                                  | –                                  | –                                  | –                                  | –                                  | –                                  |
| 1998                              | "All Alone" (con Bald)        | Bald                                 | –                                  | –                                  | –                                  | –                                  | –                                  | –                                  | –                                  | –                                  | –                                  |
| 1998                              | "Day After Day"               | Photograph Smile                     | –                                  | –                                  | –                                  | –                                  | 66                                 | –                                  | –                                  | –                                  | –                                  |
| 1998                              | "I Don't Wanna Know"          | Photograph Smile                     | –                                  | –                                  | –                                  | –                                  | 125                                | –                                  | –                                  | –                                  | –                                  |
| 1998                              | "Photograph Smile"            | Photograph Smile                     | –                                  | –                                  | –                                  | –                                  | –                                  | –                                  | –                                  | –                                  | –                                  |
| 2009                              | "Lucy" (con James Scott Cook) | sencillo sin álbum                   | –                                  | –                                  | –                                  | –                                  | –                                  | –                                  | –                                  | –                                  | –                                  |
| "—" denota que no entró en lista. |                               |                                      |                                    |                                    |                                    |                                    |                                    |                                    |                                    |                                    |                                    |